# Ersatzwesen
Das Ersatzwesen verwaltet beim Militär im weitesten Sinne die Ergänzung der Streitkräfte durch Personal und Material. Im engeren Sinne bedeutet Ersatz die Ergänzung durch Personal, während die Ergänzung an Material als Nachschub bezeichnet wird. Der Ersatz ist nicht mit dem Aufwuchs zu verwechseln. Dieser Artikel behandelt den Personalersatz.

## Personalersatz im Frieden
Im Frieden erfolgt der Ersatz durch junge Mannschaften, die erst die militärische Ausbildung durchlaufen und dann an die Stelle der nach Hause Entlassenen treten. Die geschieht auf verschiedene Weise, je nach Gesetzeslage entweder durch die Einberufung Wehrpflichtiger und/oder durch angeworbene Soldaten auf Zeit und Berufssoldaten.

## Personalersatz im Krieg
Im Krieg dient der Personalersatz dem Ausgleich der Verluste (Tote, Verwundete, Gefangene, Vermisste), die an der Front anfallen.

## Preußen, Kaiserreich
Nach preußischem Muster wurde die Organisation des Ersatzwesens für das gesamte deutsche Heer ab den 1870er Jahren organisiert. Die gesetzliche Grundlage bildeten das Reichs-Militärgesetz vom 2. Mai 1874 und die Wehrordnung vom 22. November 1888. Die Heeresergänzung wurde im Zusammenwirken ziviler und militärischer Behörden (Landrat, Ersatzkommission, Bezirkskommando des Landwehrbezirks, Oberersatzkommission, Ministerialinstanz) in drei Phasen organisiert, und zwar Erfassung, Musterung und Aushebung (Einberufung). Ihre Organisation wurde bis zum Ersten Weltkrieg durch die Einrichtung von Meldeämtern, Hauptmeldeämtern und Landwehrinspektionen diversifiziert und bildete im Prinzip das Vorbild für alle späteren in Deutschland entwickelten Ergänzungssysteme.
Wehrpflichtige, die aus der sogenannten seemännischen bzw. halbseemännischen Bevölkerung stammten, sollten zur Ergänzung der Kaiserlichen Marine herangezogen werden.

## Reichswehr
Für die Reichswehr verbot der Friedensvertrag von Versailles Mobilmachungsvorbereitungen. Es gab daher (offiziell) keine Planung für den Personalersatz. Verdeckt wurde eine solche Planung jedoch betrieben, die Heeresleitung unter Wilhelm Heye begann ab 1926 im Geheimen eine reichsweite Landesschutzorganisation (L.O.) auszubauen. Die sogen. L-Offiziere der Reichswehr galten dabei offiziell als Zivilangestellte der Reichswehr. Sie waren jedoch auch für die Überwachung geheim eingelagerter Waffen und Ausrüstungsstücke als auch die Erfassung der wehrfähigen Bevölkerung zuständig.

## Wehrmacht
Mit der Wiedereinführung der Wehrpflicht im Dritten Reich 1935 wurde wieder ein Reservepotential für den Personalersatz aufgebaut. Bei der Mobilmachung am 26. August 1939 wurde dann aus Teilen des Allgemeinen Heeresamtes (AHA) eine Abteilung Befehlshaber des Ersatzheeres (BdE) im Oberkommando der Wehrmacht gebildet. Insgesamt dienten im Zweiten Weltkrieg ca. 18 Millionen Soldaten. Reservisten bildeten dabei das Rückgrat der Wehrmacht. Allerdings war der Anteil weißer Jahrgänge mit nur kurzer Ausbildung sehr hoch, da vor dem Krieg nur die vier Geburtsjahrgänge 1915–18 zum 1- bzw. 2-jährigen Wehrdienst eingezogen worden waren.

## Deutsche Demokratische Republik
Vorläufer der NVA war die Kasernierte Volkspolizei (KVP), die ab 1952 aufgestellt wurde. Ab 1956 erfolgte dann die Gründung der NVA. In dieser Phase der Aufstellung einer regulären Armee in der DDR bildeten Kreiskommandos die niedrigste Ebene des territorialen Ersatzwesens. In jedem Stadt- und Landkreis der DDR wurde ein solches Kommando gebildet. Nachdem der Bau der Mauer 1961 die Flucht von jungen Männern vor der Einberufung verhinderte, wurde 1962 die Wehrpflicht eingeführt. Musterung und Einberufung zum Grundwehrdienst erfolgten nun durch das für den Wohnort des Wehrpflichtigen zuständige Wehrkreiskommando (WKK). Die Kreiskommandos waren 1962 zu Wehrkreiskommandos umbenannt worden. Die Wehrkreiskommandos waren neben Musterung und Einberufung auch für den Reservistendienst verantwortlich, daneben für die Gewinnung von längerdienenden Soldaten und Unteroffizieren sowie Berufsoffizieren, für die militärische Propaganda und die Wehrerziehung. Ab 1967 kamen Aufgaben in der Mobilmachung und der Territorialverteidigung hinzu, das jeweilige Wehrkreiskommando wurde zum Stab der Kreiseinsatzleitung (KEL). Die Wehrkreiskommandos waren den Wehrbezirkskommandos (WBK) unterstellt. Entsprechend der territorialen Verwaltungsgliederung gab es in der DDR 214 Wehrkreiskommandos auf Kreisebene und 15 Wehrbezirkskommandos auf Bezirksebene.

## Bundesrepublik Deutschland
Die Musterung und die Einberufung zum Grundwehrdienst erfolgten durch das zuständige Kreiswehrersatzamt, dem die Meldebehörden die Wehrpflichtigen melden.
Mit Aussetzung der Wehrpflicht 2011 erfolgt der Personalersatz durch Anwerbung Freiwilliger.
Im Rahmen der Umgliederung zur „von Grund auf erneuerten Bundeswehr“ 2001 wurden das Territorialheer und mit ihm die für den Personalersatz vorgesehene Organisation aufgelöst. Ein Aufwuchs der Bundeswehr für den Verteidigungsfall ist aktuell nicht vorgesehen und wäre nur im Rahmen der Rekonstitution (Wiederaufbau der Befähigung zur Landesverteidigung gegen
einen Angriff mit konventionellen Streitkräften innerhalb eines überschaubaren längeren Zeitrahmens) möglich.